# Elena Filipovic
Elena Filipovic (* 1972 in Los Angeles) ist eine US-amerikanische Kuratorin und promovierte Kunsthistorikerin. Derzeit ist sie Direktorin des Kunstmuseums Basel, eine Position, die sie seit 2024 innehat. Filipovic ist für ihre wissenschaftliche Arbeit und ihre innovativen Ansätze in der Kunstkuration und im Museumsmanagement bekannt. Von 2009 bis 2014 war sie als leitende Kuratorin am Wiels – Centre for Contemporary Art in Brüssel tätig und leitete von 2014 bis 2024 die Kunsthalle Basel, bevor sie die Leitung des Kunstmuseums Basel übernahm.

## Leben
Filipovic hat einen Bachelorabschluss in Englisch von der Cornell University und wurde im Jahr 2013 mit einer Doktorarbeit über Marcel Duchamp an der Princeton University in Kunstgeschichte promoviert. Sie hat zahlreiche Artikel für Zeitschriften und Kunstpublikationen verfasst und zahlreiche Ausstellungskataloge herausgegeben. 
Ihre erste berufliche Tätigkeit in der Kunstwelt war die Arbeit als kuratorische Assistentin von Hans-Ulrich Obrist, einschließlich der Rolle der Assistenzkuratorin der Sektion „Utopia Station“ auf der Biennale von Venedig im Jahr 2003, kuratiert von Hans Ulrich Obrist, Molly Nesbit und Rirkrit Tiravanija. Im Jahr 2008 kuratierte sie gemeinsam mit dem Kurator Adam Szymczyk die 5. Berlin Biennale «When Things Cast No Shadow». Von 2009 bis 2014 war sie leitende Kuratorin am Wiels – Zentrum für Zeitgenössische Kunst in Brüssel. Dort organisierte sie zahlreiche Retrospektiven mit Künstlern, darunter wegweisende Projekte über Félix Gonzalez-Torres, Alina Szapocznikow, Franz Erhard Walther, Mark Leckey, und Anne Teresa De Keersmaeker.

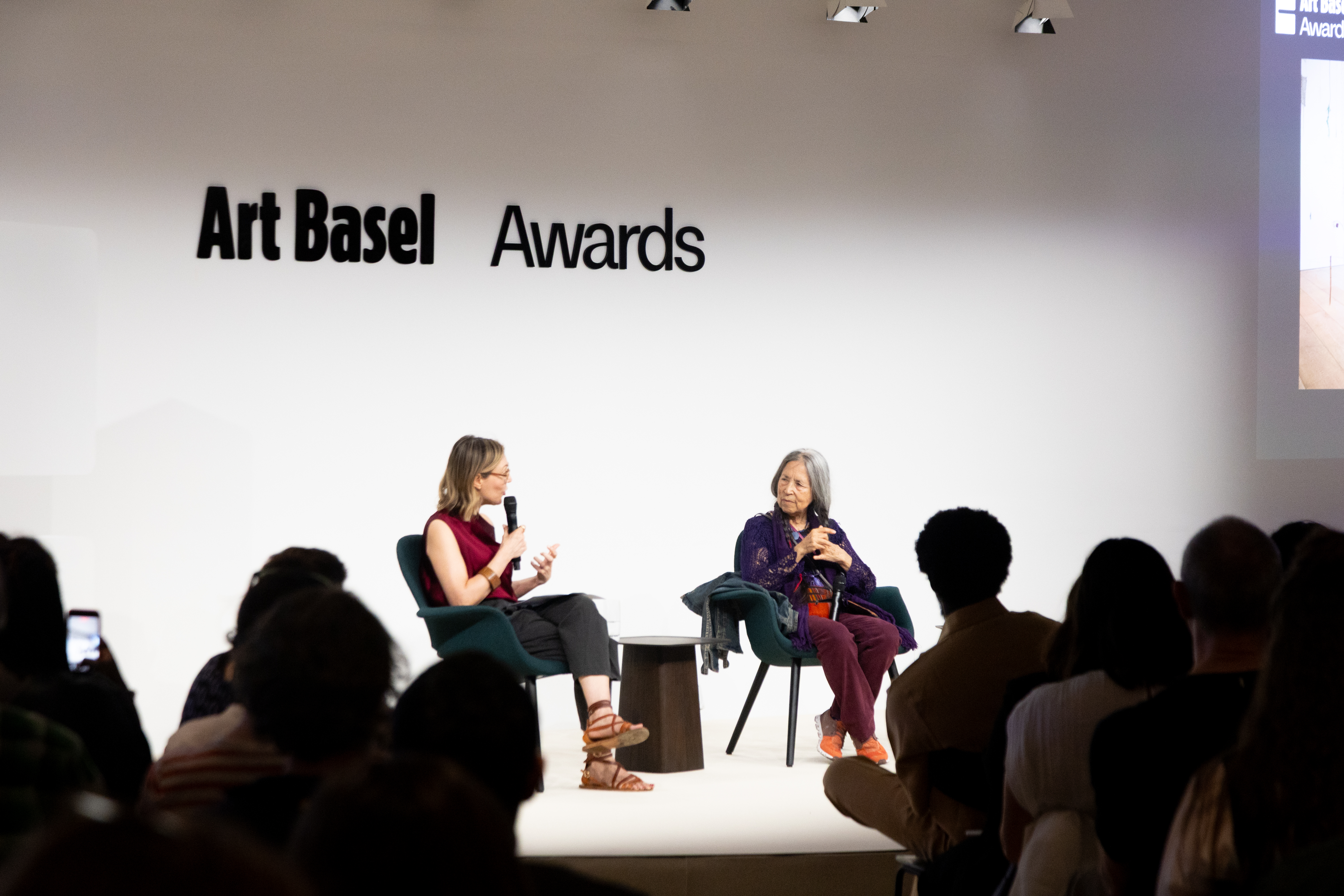
Elena Filipovic und Cecilia Vicuña an der Art Basel, 2025

Im Jahr 2014 wurde Filipovic als erste Direktorin an die Kunsthalle Basel berufen. Sie hat mehr als sechzig Gruppen- und Einzelausstellungen in der Institution kuratiert (u. a. zu Anicka Yi, Vincent Meessen, Anne Imhof, Lynette Yiadom-Boakye, Michael E. Smith, Yuri Ancarani, Sadie Benning, Maria Loboda, Shahryar Nashat, Daniel Dewar & Grégory Gicquel, Wong Ping, Matthew Angelo Harrison, Michael Armitage, Lu Yang, Tobias Spichtig und Tiona Nekkia McClodden).
Filipovic ist seit April 2024 Direktorin des Kunstmuseums Basel, das eine der ältesten öffentlichen Kunstsammlungen der Welt beherbergt, deren Ursprünge bis ins Jahr 1661 zurückreichen. Das Museum verfügt über mehr als 300.000 Kunstwerke aus acht Jahrhunderten, darunter einen der beeindruckendsten Bestände der Kunst von Hans Holbein dem Jüngeren überhaupt.

## Auszeichnungen
- 2012 – Auszeichnung des Arts Writers Grant Program[8] der Andy Warhol Foundation Creative Capital
- 2017 – ausgezeichnet mit einer lobenden Erwähnung in der Kategorie Kunstgeschichte und Kritik bei den Prose Awards der Association of American Publishers[9]

## Publikationen (Auswahl)
- David Hammons. Bliz-aard Ball Sale (französische Ausgabe), Éditions Dilecta, Paris 2022, ISBN 978-2373721294
- The Artist as a Curator, hg. von Elena Filipovic, Mousse/König Books, Köln 2017, ISBN 978-3960981787
- David Hammons. Bliz-aard Ball Sale, Afterall London 2017, ISBN 978-1846381867
- The Apparently Marginal Activities of Marcel Duchamp, MIT Press, Cambridge Massachusetts 2016, ISBN 978-0262034821
- The Biennial Reader, hg. von Elena Filipovic, Marieke Van Hal und Solveig Øvstebø, Bergen 2010, ISBN 978-3775726108